# 永久少年 Eternal Boys
『永久少年 Eternal Boys』（エターナルボーイズ）は、ライデンフィルム制作による日本のオリジナルテレビアニメ。フジテレビほかにて2022年10月から2023年3月まで、2クール全24話で放送。
新作エピソード『永久少年 Eternal Boys NEXT STAGE』が、2023年6月9日に劇場公開された。また、テレビシリーズを再編集した「特別編集版」が5月19日より2週間限定で劇場公開された。
6人のアラフォー男性によるアイドルグループ・永久少年を描く。

## 登場人物

### 永久少年（エターナルボーイズ）
満福芸能プロダクションからデビューしたおっさんアイドルグループ。略称は「エタボ」。
それぞれが崖っぷちの人生を歩んでいたが、満福プロダクションの新事業をきっかけに人生の再スタートを歩むことになった。普段は満プロの社宅で、同プロダクション所属のタレント猫・ペペちゃんと共に共同生活を送っている。
第5話でデビュー曲のMVが撮影され、第7話で初ライブを行いCDデビュー。第10話にてメンズアイドルフェスに出演した。
13話にて誠がプロデュース業専念のためにグループを脱退し、14話において新メンバーとしてニコライが加入する。
真田 健太郎（）
声 - 平川大輔
本作の主人公。40歳。身長174cm、12月17日生まれで、血液型はO型。前職は広告代理店の営業部係長。
17年間勤務していた会社が倒産し、様々な企業の面接を受けていた。勘違いから満福プロダクション新規プロジェクトメンバー募集の面接を受け、結果永久少年のメンバーに選ばれる。メンバーカラーは青。
他のメンバーに対しては基本的にさん付けで敬語を使うなどの真面目な性格だが、それ故に常に受け身気味なのが欠点。小動物が苦手。
様々な経歴を持つ永久少年の面々の中では、突出したところもない「普通のおっさん」だが、大輔や誠からはその普通さが魅力として評価されている。
当初は前述の経緯に加え、自分がアイドルをやる事に戸惑いを覚えていた。一度は厳しいトレーニングについていけずに脱退を決めるが、影で猛特訓をしていた直樹の姿や、誠の言葉を聞いて思い直し、再びグループへと戻る。以降はアイドルとしての活動にも積極的に取り組むようになった。
石田 直樹（）
声 - 小西克幸
39歳。身長174cm、10月17日生まれで、血液型はAB型。元中学教師で、その後は塾講師のアルバイトで生活費を稼いでいた。
完璧主義者で自他共に厳しい性格であり、それ故に他者と諍いを起こす時もあるものの、アイドルに賭ける熱意は本物。普段は眼鏡をかけているが、ライブや撮影中は外している。
デビュー曲のMV撮影に際して誠によってイメチェンが施され、以降は髪を染めた状態で活動する。中学時代から「Gentlemen」の大ファンであり、永久少年加入前はダンス動画を動画サイトに投稿していた。メンズアイドルフェスで発覚するまでは周囲にもその事実を隠していたが、打ち明けて以降はオープンにしている。メンバーカラーはピンク。
浅井 悠（）
声 - 福山潤、篠田みなみ（少年）
35歳。身長170cm、8月8日生まれで、血液型はB型。元サッカー選手で、怪我をきっかけに同期や後輩に追い抜かれ、34歳で戦力外通告を受けた。バツイチで息子がいるが、あまり相手にされていない様子。剛からは「浅っち」と呼ばれている。
負けず嫌いで目立ちたがり屋な性格だが、根は仲間想い。サッカーを引退してからもトレーニングは続けているためか、グループ内でも特に体力がありスタイルも良い。メンバーカラーは黄色。
今川 剛（）
声 - 浪川大輔、村井美里（少年）
37歳。身長168cm、4月9日生まれで、血液型はA型。元子役。中学入学を境に仕事が減り、その後ダンスや演歌歌手などにも挑戦したが、どれも上手くいかなかった。悠からは「今ちゃん」と呼ばれている。
高カロリーな食事が好きなためか太り気味で、健太郎からも食生活の改善を提案されている。年齢が近く性格も似ている悠とはなんだかんだ言いながらも仲が良い。メンバーカラーは赤。
山中 大輔（）
声 - 森川智之
45歳。身長185cm、11月8日生まれで、血液型はA型。元満福芸能プロダクションマネージャー。若いころはモデルをしていたが、素行の悪さが原因で業界から追放されていた。メンバーのまとめ役。
マネージャーとして自分を拾ってくれた満福芸能の先代社長に恩義を感じ、会社を支えていくことを心に決めるなど、義理人情に厚い。また、会社の再起を賭けた新規事業プロジェクトとして「おっさんアイドル」を提案したのも大輔であり、同時にグループの名付け親。福子に次ぐ永久少年が結成されるもう1人の張本人でもある。メンバーカラーはオレンジ。
柿崎 誠（）
声 - 佐々木望
41歳。身長181cm、2月6日生まれで、血液型はB型。元No1ホストで、ホストクラブ経営者。経営は順調だったが、社長の呼びかけによりメンバーに加入することになった。ホスト時代の源氏名は「龍崎ノア」。
穏やかだがクールで観察眼があり、本心が読めない不思議な人物。プロ意識も高く、スキンケアなどの美の追求にも余念がない。元ホストであるため女性の扱いやファンサービスが上手く、グループ内の中でも特にファンが多い。メンバーカラーは紫。
永久少年としての活動を続けていく中で、「誰かにスポットライトを当てること」こそが自分のやりたかった事であると気付き、グループを脱退し永久少年のプロデューサーとして裏方でメンバー達を支える決意をする。
「NAHO」の名で永久少年の楽曲の作詞も手掛けており、当初は大輔以外のメンバーはそのことを知らなかった。
ニコライ 朝倉（）
声 - 東地宏樹
38歳。身長183cm、6月22日生まれで、血液型は不明。
当初は満プロの運転手であると同時に、居酒屋「しょっぺえ」を経営する個人事業主でもあった。
プロデュース業へ転向した誠が選んだ追加メンバー。一見すると強面な外見の上、コミュニケーションが苦手なために誤解を受けやすいが、実際は心優しい性格。様々な職務経験があるため多芸でもある。過去には誠が経営していたホストクラブに在籍していた経歴があり、誠もニコライの素性に途中から気付いていた。メンバーカラーは緑。
デンマーク系ロシア人の父と、韓国系オーストラリア人の母との間に生まれ、幼少期は親の仕事の都合で土地を転々としていたが、前述の性格からどのコミュニティとも馴染めなかった。様々な方言と英語、韓国語を交えた特徴的な話し方をする。
誠から課せられた、加入のための「月末に行われるショッピングモールでのイベントを成功させる」という試験に当初は空回り気味だったが、健太郎達のサポートもあって無事に成功。晴れて正式なメンバーとなる。

### 満福芸能プロダクション
永久少年も所属する芸能事務所。
満田 福子（）
声 - 野一祐子
満福芸能プロダクションの社長。1年前に先代社長である父親が亡くなったことで社長業を引き継いだ。
会社の再起を賭けたプロジェクトでもある、永久少年を結成させた張本人。
ぺぺちゃん
声 - 千菅春香
人気のタレント猫。蓮に可愛がられている。
宇喜 多蓮（）
声 - 花守ゆみり
人気子役だが、子供扱いが嫌い。
永久少年が結成されたことによる環境の変化に戸惑い、MVへの出演を拒否するなど反抗的な態度を取っていたが、同じく子役であった剛に諭されたことで気持ちを改める。

### Gentlemen（ジェントルメン）
トワイライトプロダクションに所属する国民的アイドルグループ。25年前にデビューして以降、男性アイドルグループとして不動の人気を誇っている。
永久少年のメンバーとは同年代。
爽田 佐和緒（）
声 - 森久保祥太郎
爽やかな策略家。直樹の憧れの人物で推しであり、彼がアイドルに興味を持つようになったきっかけの人物。「彼がいるところには爽やかな風が吹く」と言われており、ファンからは「ふうちゃん」の愛称で親しまれている。
藍染 悦郎（）
声 - 寺島拓篤
最年長だが癒し系で末っ子のような人物。
井伊 蓮司（）
声 - 笠間淳
ワイルドさと可愛さを持つ肉体派のメンバー。
葉小坂 初（）
声 - KENN
随筆も手掛ける文学系のメンバー。

### Story of Love（ストーリー オブ ラブ）
トワイライトプロダクションに所属する、10代から20代で構成されるアイドルグループ。永久少年の同期。略称は「ストラブ」。悠と剛からその人気ぶりを妬まれている。
吾妻 創輝（）
声 - 小林千晃
センター。歌とダンスの天才。
小鳥遊 賢人（）
声 - 仲村宗悟
作曲の天才。
小田桐 信長（）
声 - 河本啓佑
顔面の天才。永久少年をおっさん呼ばわりして馬鹿にしている。
神楽坂 咲楽（）
声 - 堀江瞬
演技の天才。
東十条 知架（）
声 - 石谷春貴
天才的な頭脳を持つ皮肉屋。
リン・ジュンジェ
声 - ランズベリー・アーサー
元天才ボクサー。

## スタッフ
- 原作 - 満福芸能プロダクション（ライデンフィルム、フジテレビ、ポリゴン・ピクチュアズ[5]）
- 監督 - migmi[8]
- シリーズ構成 - うえのきみこ[8]
- キャラクター原案 - ma2[8]
- キャラクターデザイン - 朝井聖子[8]
- サブキャラクターデザイン - 福世真奈美、永川桃子、髙畑かおり、山下芳紀理
- 衣装デザイン - 髙畑かおり、山下芳紀理
- プロップデザイン - 原由知、丹羽彩乃
- 美術設定 - 平義樹弥
- 美術監督 - 平間由香
- 3DCGIプロデューサー - 三浦辰夫
- 3DCGIディレクター - 山崎嘉雅
- 3DCGIチーフモデラー - 松永航
- 色彩設計 - 相田美里
- 撮影監督 - 後藤晴香
- 編集 - 榎田美咲
- 音響監督 - 田中亮[8]
- 音楽 - 橋本由香利[8]
- 音楽制作 - フジパシフィックミュージック
- 音楽プロデューサー - 斉藤一美
- 統括 - 高瀬透子
- プロデューサー - 榎本有希（TV）、熊本統夫（劇場版）、西川恭平、赤木優子
- アニメーションプロデューサー - 大山裕一（TV）、橋本淳至（劇場版）
- アニメーション制作 - ライデンフィルム[8]
- 制作 - 永久少年プロジェクト[8]（フジテレビジョン、キングレコード、イオンエンターテイメント、ポリゴン・ピクチュアズ、ウルトラスーパーピクチャーズ、クロックワークス、coly、ムービック、アニマックスブロードキャスト・ジャパン、KADOKAWA）
- 配給 - イオンエンターテイメント[9]（劇場版）

## 主題歌

### オープニング・エンディング
「Dreamy Life」
Gentlemenによる第1クールオープニングテーマ。作詞はSoma Genda、作曲・編曲はMitsu.J。劇場アニメでもエンディングテーマとして使用。
「FRIENDS」
Story of Loveによる第1クールエンディングテーマ。作詞はAmon Hayashi、作曲はErdeとDaniel DurnとKatrine"Neya"Klith、編曲はErde。
「My Way」
永久少年による第2クールオープニングテーマ。作詞・作曲・編曲はSHOW。第14話・第23話では劇中歌としても使用。
「Story of Love」
Story of Loveによる第2クールエンディングテーマ。作詞はAmon Hayashi、作曲はALYSAとAlfred Chan、編曲はALYSA。
「Eternal」
永久少年による第23話エンディングテーマ。作詞はSHOW、作曲はSHOWとC.ON、編曲はC.ONとMitsu.J。第7話・第10話・第13話・第16話では劇中歌として使用されており、劇場アニメでもエンディングテーマとして使用。
「Red line」
永久少年による劇場アニメの主題歌。作詞・作曲・編曲はSHOW。
「PERFECT WORLD」
Story of Loveによる楽曲。作詞はHIRO、作曲はBACK-ONのHi-yunkとCasperとErdeとMitsutaka Seki、編曲はErde。劇場アニメでエンディングテーマとして使用。

### 劇中歌
「つよしのまろやか男道」
今川剛（浪川大輔）による第1話・第15話劇中歌。作詞はeNu、作曲は設楽哲也。
「シャル・ウィ・ダンス？」
Gentlemenによる第3話・第4話・第10話劇中歌。作詞はMasaki Tanami、作曲・編曲はMitsu.J。
「GENTLEMEN」
Gentlemenによる第9話劇中歌。作詞はSoma Gendaと多田慎也、作曲はA.K.Janewayと多田慎也、編曲はA.K.Janeway。
「永遠に…」
永久少年による第13話劇中歌。作詞はうえのきみこ、作曲・編曲はSHOW。
「Again」
永久少年による第23話劇中歌。作詞はSHOW、作曲・編曲はWolf KidとSHOW。

## 各話リスト
| 話数 | サブタイトル           | 脚本         | 絵コンテ          | 演出           | 作画監督 | 総作画監督        | 初放送日       |
| --- | ---------------------- | ------------ | ----------------- | -------------- | --- | ----------------- | -------------- |
| 第1話 | 再就職                 | うえのきみこ | migmi             | migmi          | 臼井里江 梅田香 北沢典子 佐々木彩香 西川雅史                                                                       | 朝井聖子          | 2022年10月11日 |
| 勤めていた会社が倒産し再就職先を探していた真田健太郎は、満福芸能プロダクションの新規事業立ち上げメンバーにも応募するが、面接で緊張してしまう。しかし採用が決まり、研修のためホテルに向かうと、健太郎が合格したのはアイドルプロジェクト「永久少年」のメンバーとしてだったことに気づく。 |                        |              |                   |                | |                   |                |
| 第2話 | 社宅                   | うえのきみこ | migmi             | 唐澤涼太 migmi | 北條直明 杉本幸子 岩崎亮 森悦史                                                                                    | 朝井聖子          | 10月18日       |
| 永久少年のメンバーたちはこれから生活することになる社宅へ到着し、改めて自己紹介を行う。自己紹介の途中、健太郎は自分がアイドルになることへの不安を話すが、柿崎誠のフォローにより自信を持つようになる。その夜、メンバーは歓迎会兼健太郎の誕生祝いを行う。 |                        |              |                   |                | |                   |                |
| 第3話 | 始業                   | うえのきみこ | 青柳隆平          | 徐恵眞         | 西願宏子 長友望己 中島駿 奥野倫史（アクション）                                                                    | 佐々木彩香        | 10月25日       |
| 永久少年は人気アイドルGentlemenの楽曲の「踊ってみた」動画を撮影することになる。浅井悠と今川剛は小競り合いを行っていたが、同期の年下アイドルStory of Loveに見向きもされていない現実を見て、2人は協調性を持ち始める。一方、ダンスの上達しない健太郎は弱音を吐いてしまい、石田直樹に厳しく言い返された健太郎はグループの脱退を申し出る。 |                        |              |                   |                | |                   |                |
| 第4話 | ザ・真田健太郎         | うえのきみこ | 青柳隆平          | 徐恵眞         | 村上竜之介 山口光紀 後藤孝宏 西願宏子 奥野倫史（アクション）                                                       | 佐々木彩香        | 11月1日        |
| アイドルを辞めふたたび就職活動をはじめた健太郎は、誠に呼び出され居酒屋に誘われる。その帰り道、誠は直樹が公園で自主練習をしている様子を見せ、不格好でも誰かを感動させられればアイドルだと伝える。その後コンビニで流れていたGentlemenの曲に合わせて踊り、年配の店員に拍手をもらった健太郎は永久少年に戻る決意をし、グループ全員で踊ってみた動画の撮影をする。                                                                                      |                        |              |                   |                | |                   |                |
| 第5話 | MV                     | 樋口七海     | 西田正義 migmi    | 中川聡         | 杉本幸子 北條直明 岩崎亮 園田大勢                                                                                  | 小澤円            | 11月8日        |
| MVの撮影をしようとしていたが、出演予定の子役・宇喜多蓮が出演を拒み、猫のペペが脱走してしまう。剛と蓮がペペを探しに向かう中、蓮は事務所のメンバーが自分ではなく永久少年にかかりきりになっているのが面白くないと話し、剛はそういうときこそ周りと距離をとるべきではないと諭す。2人はペペを連れ戻してきて、蓮を含めた全員でMVを撮影する。 |                        |              |                   |                | |                   |                |
| 第6話 | 柿崎誠スペシャル       | 福島直浩     | 長友孝和          | 中川聡         | Lee Jong Man 鵜池一馬 杉本幸子                                                                                     | 池田志乃 佐野陽子 | 11月15日       |
| 22年前に少年時代の誠は歌舞伎町で拾われ、それからNo.1ホスト龍崎ノアとして生きていく。しかし母親が病気で亡くなって以降笑顔が減ってしまい、そんな中、満福芸能社長の満田福子に、結成予定の永久少年に誘われる。その返事を保留している最中にひったくりに遭い、若者に助けられたことで、誠はアイドルになることを決意する。現在、誠は母の墓前でアイドルになったことを報告する。                                                                           |                        |              |                   |                | |                   |                |
| 第7話 | 初ライブ               | 福島直浩     | 江副仁美 臼井文明 | オダマアキラ   | 阿部安佳里 佐藤愛架 臼井里江 柑原豆真 西願宏子 奥野倫史                                                            | 長友望己          | 11月22日       |
| MVの10万回再生を記念してショッピングモールで初のイベントを行うことになるが、人が訪れず惨敗する。その後、健太郎のツテでスーパーのステージでライブを行うことになり、スーパーの手伝いをしながら名刺配りをして宣伝を行う。試みは成功し、ライブでは多くの客が来場する。 |                        |              |                   |                | |                   |                |
| 第8話 | CDデビュー             | 福島直浩     | 長友孝和          | オダマアキラ   | 中島駿 柑原豆真 児玉亮 佐藤千春 阿部安佳里 佐藤愛架 西願宏子 UNISON 飯飼一幸                                       | 長友望己          | 12月13日       |
| 永久少年はCDデビューを果たしたものの、売上ランキングは圏外であった。対策を講じ、メンバーの得意なことを活かしてペアで撮影した動画を投稿することで、再生数が伸び始める。誠が生配信を行おうとした際、剛の生活態度の件で喧嘩をしている直樹と剛が現れたため、誠がカメラの前で2人を仲裁する。その様子が話題となり、配信の視聴者は増えCDの売り上げも増加した。                                                                                          |                        |              |                   |                | |                   |                |
| 第9話 | 石田直樹の夜明け       | うえのきみこ | 高橋雅之          | 濱田翔         | 村山綾音 友田美智子                                                                                                | 佐藤千春          | 12月20日       |
| 直樹は中学以来Gentlemenのファンであり、爽田佐和緒とのツーショット写真をパスケースに入れて保管していた。教師になった直樹は生徒からアイドルになりたいと相談され、夢を口に出せなかった昔の自分を思い出してしまう。その後直樹は教師をやめ、塾講師をしながらアイドルを目指した。時は現在に戻り、パスケースは剛のミスで廃棄されてしまったが、Gentlemenと同じ舞台に立つ機会が生まれる。                                                                 |                        |              |                   |                | |                   |                |
| 第10話 | アイドルフェス         | 樋口七海     | 青柳隆平          | 濱田翔         | 和田勝之 米田騎士 星和伸                                                                                           | 奥野倫史 古谷梨絵 | 12月27日       |
| メンズアイドルフェスの出場機会を得て浮かれる永久少年だったが、直樹はひとり入念に準備を行っていた。しかし当日、パフォーマンス中に佐和緒を発見した直樹はミスをしてしまう。出番の後、直樹は自身がGentlemenのファンであることをメンバーに話し、ミスについて謝罪をした。ライブの後、廊下で佐和緒と会った永久少年は佐和緒を含めた全員で写真を撮る。 |                        |              |                   |                | |                   |                |
| 第11話 | 山中大輔の流儀         | 福島直浩     | 西田正義          | 佐本三国       | wonwoo Kim dae jung Park mi hyun Oh yang hyun                                                                      | 朝井聖子          | 2023年1月3日   |
| 山中大輔は、素行の悪さで人気モデルから凋落した自分を雇ってくれ、さらにその後マネージャーとしての勤務中に起こしてしまった大きなミスを許してくれた、満福芸能の先代社長に恩を感じていた。先代社長が亡くなり改革のアイデアを求める新社長に、大輔はおっさんアイドルプロジェクトの立ち上げをプレゼンし、永久少年の企画がスタートした。 |                        |              |                   |                | |                   |                |
| 第12話 | 休日                   | 樋口七海     | 吉田泰三          | 中川聡         | Lee Jung pil 北條直明 鵜池一馬 岩崎亮                                                                              | 朝井聖子          | 1月3日         |
| 休みの日、大輔と誠に憧れの休日の過ごし方を聞かれた健太郎は、昼から散歩をして銭湯に行き夕方ビールを飲むことだと伝える。3人はそれを実践してみようと思い、散歩を行っていると途中で残りの3人とも合流し、全員で銭湯に向かう。健太郎は6人で武道館に行く夢を語るが、翌日、大輔は、誠がグループを辞める予定であることを知る。 |                        |              |                   |                | |                   |                |
| 第13話 | 退社                   | うえのきみこ | 高橋雅之          | 青柳隆平       | 三橋桜子 村上竜之介                                                                                                | 西道拓哉          | 1月10日        |
| 誠は自分が永久少年を辞め、プロデュースに徹することを話す。他のメンバーは引き止めたり、メンバーと兼任でもいいのではと説得を行うが、結局当初の予定通りに脱退することになり、現体制での最後のライブが行われる。 |                        |              |                   |                | |                   |                |
| 第14話 | 中途採用試験           | 福島直浩     | 青柳隆平          | 青柳隆平       | 内野明雄 森悦史 | 佐藤千春 奥野倫史 | 1月17日        |
| 誠が選んだ追加メンバーとしてニコライ朝倉が発表されるが、その条件として、ショッピングモールでのライブを成功させることが前提であると誠に伝えられる。ニコライは当初誠と同じように振舞おうとして空回りしていたが、本人の個性をそのままアピールしていくことで次第にファンも増え、ライブは成功に終わる。 |                        |              |                   |                | |                   |                |
| 第15話 | 情熱今川大陸           | 樋口七海     | 樋口香里          | 唐澤涼太       | 木下裕孝 中島駿 内藤伊之助 柑原豆真                                                                                | 奥野倫史          | 1月24日        |
| 少年時代の剛は、演歌歌手のコンサートに行き、エンターテインメントの世界に興味を持つ。子役としてデビューするも、成長するにつれ次第に人気が落ちていく。その後様々なことに挑戦するも、芽が出ない現状に不安を覚える中、オーディションの広告を見つけ、アイドルを目指すことになる。時は戻り現在、同じくスランプ中の蓮に、ここまでの話を語り聞かせる。                                                                                                   |                        |              |                   |                | |                   |                |
| 第16話 | 地方営業               | 樋口七海     | 吉田泰三          | 唐澤涼太       | 古谷梨絵 佐野陽子 臼井里江 高田浩美                                                                                | 古谷梨絵 臼井里江 | 1月31日        |
| 蓮と永久少年は、地方営業として花火大会に向かい、そこで訪れたビーチでStory of Loveと遭遇しリレー勝負をすることになる。しかしアンカーの悠が腹痛となり、代打として蓮が出場することになる。蓮ははじめ、負けると分かっている勝負をするのは嫌だと断っていたが、戦わなければ勝てないと諭され、リレーに出場し勝利する。蓮は今後、オーディションにも積極的に参加しようと決める。                                                                          |                        |              |                   |                | |                   |                |
| 第17話 | 浅井悠ヒストリー       | うえのきみこ | 石川健朝          | 青柳宏宣       | 仁志宮守 清水勝祐 繁田亨 内野明雄 臼井里江 スプリングリバー                                                        | 朝井聖子 松岡謙治 | 2月7日         |
| 少年時代の悠はスーパースターを目指してサッカーをし、選手としてプロ入りするも、結局日本代表には選ばれることがないまま引退となった。永久少年のオーディションは、慰謝料を払うため離婚した元妻が勝手に応募したものでありアイドルになる意思はあまり無かったが、息子にかっこいいと言われたため、悠はアイドルを目指すことに決めた。 |                        |              |                   |                | |                   |                |
| 第18話 | スキャンダル           | 福島直浩     | 長友孝和 migmi    | 青柳宏宣       | 仁志宮守 森悦史 SPJ                                                                                                | 朝井聖子 松岡謙治 | 2月14日        |
| ネット配信中に、息子のカオルとの写真について聞かれた悠は、意味を勘違いしていることを知らずパパ活だと答えてしまい、炎上してしまう。謝罪動画を出す際も、カオルに迷惑が掛かるのではと考え関係性を濁してしまい、事態は悪化する。幸い、カオルは騒動について気にしていないことが分かり悠は安心するが、誠のもとには仕事のオファーがキャンセルになった旨のメールが届く。                                                                                 |                        |              |                   |                | |                   |                |
| 第19話 | CM                     | 福島直浩     | 樋口香里          | 友田康         | 柑原豆真 吉田伊久雄 中島駿 嶋田聡史                                                                                | -                 | 2月21日        |
| 自身のスキャンダルでCMの仕事が無くなったことを知った悠は、スポンサー企業の社長に直談判しに行く。偶然出会った社長に対し、悠ははじめ気づかずに失礼な態度を取ってしまう。正体を知り謝罪する悠に対し社長は、世の中には覆らないこともあるため切り替えて前に進むことが大事だと諭すが、それでも他のメンバーのために謝罪を続ける悠に心を打たれ、後日、別の仕事がオファーされる。                                                                         |                        |              |                   |                | |                   |                |
| 第20話 | 経営不振               | うえのきみこ | 江副仁美          | 有冨興二       | 若山政志 佐藤千春 高田浩美 阿部弘樹 三橋桜子 森田実 鞠野黄英 阿部安佳里 佐藤愛架 松岡謙治 柑原豆真 中島駿 嶋田聡史 | 西道拓哉          | 2月28日        |
| 蓮がトワイライトに移籍することになり、満福芸能は永久少年に社運を賭けて臨まなければいけなくなる。しかし、永久少年が行う予定の武道館ライブはチケットの売れ行きが悪く、その他の活動も低迷しており、メンバー内ではグループ解散の気配を感じ空気が悪くなっていく。 |                        |              |                   |                | |                   |                |
| 第21話 | ニコライ朝倉の車窓から | 樋口七海     | 高橋雅之          | 徐恵眞         | 三橋桜子 村上竜之介 佐野陽子                                                                                       | -                 | 3月7日         |
| 幼少期のニコライは転校が多く、皆に馴染もうとしすぎて孤立してしまった。その後ホストにスカウトされ、そこで自分を認めてくれたノアの真似をしようとして失敗するが、自身の個性を出すようにして売り上げは伸びていく。ホストを辞めたニコライはアイドルになった誠と再会し、永久少年に加入する。自分を受け入れてくれた永久少年は大切な居場所だ、という話をライブ配信で語り、他のメンバーも今後に向け前向きな気持ちになる。                                 |                        |              |                   |                | |                   |                |
| 第22話 | アルバム               | 福島直浩     | 樋口香里          | 徐恵眞         | ライデンフィルム 東京スタジオ 伊藤麻耶 奥野倫史 高田浩美                                                           | -                 | 3月14日        |
| アルバム特典のポスターに誤字が発覚し、メンバーたちは手書きで修正することになる。徹夜の甲斐もあって修正は終わり、アルバムの発売イベントが無事行われる。数日後、誠は路地裏で不良に絡まれている小田桐信長を助け、彼が昔自分を助けてくれた若者であったことを確信し、ともにライブに向けて検討を祈りあう。一方、健太郎は昔の同期と話し、アイドルを辞め営業職として働かないかと誘われる。                                                               |                        |              |                   |                | |                   |                |
| 第23話 | 武道館                 | 樋口七海     | 青柳隆平          | オダマアキラ   | 西道拓哉 阿部安佳里 佐藤愛架 奥野倫史 高田浩美                                                                     | -                 | 3月21日        |
| 武道館ライブの前日、チケットがあまり売れていないことが社長の福子から告げられ、メンバーたちは当日も配信を行ったり移動中にライブの告知をしたりと最後の足掻きを試みる。結果として当日券はほとんど売れなかったが、少しでも客の行先を変えることができたのならばそれはすごいのだということに気が付き、今いる観客のために最高のパフォーマンスを行うことに決める。                                                                                       |                        |              |                   |                | |                   |                |
| 第24話 | 永久少年               | うえのきみこ | 青柳隆平          | オダマアキラ   | 阿部安佳里 佐藤愛架 臼井里江 中島駿                                                                                | 朝井聖子          | 3月28日        |
| 武道館ライブの債務超過により永久少年の活動停止が社長から告げられ、それぞれが次の進路を考えることになる。進路相談会議にて、健太郎は友人の誘いを断りこれからもグループの活動を続けたいと言ったことを皆に告げる。直樹は当初今後の活動を諦めていたが、佐和緒が永久少年のライブ動画にコメントを残したことで元気を取り戻す。佐和緒や信長のおかげでライブ動画の再生回数やアルバムの売り上げが伸び、永久少年は今後も活動を続けることができるようになる。 |                        |              |                   |                | |                   |                |

| 脚本 | 絵コンテ                       | 演出                                               | 上映日       |
| --- | ------------------------------ | -------------------------------------------------- | ------------ |
| うえのきみこ 福島直浩 樋口七海 | 樋口香里 吉岡忍 宮脇千鶴 migmi | 田中貴大 唐澤涼太 黒田晃一郎 徐恵眞 おゆなむ migmi | 2023年6月9日 |
| 武道館ライブから数か月経った永久少年には、Gentlemen主演ドラマへの出演や、Story of Loveと共演する運動会への出場、歌番組での新曲披露など、さまざまなオファーが舞い込んでくる。 |                                |                                                    |              |

## 放送局
| 放送期間                 | 放送時間                     | 放送局       | 対象地域   | 備考                                 |
| ------------------------ | ---------------------------- | ------------ | ---------- | ------------------------------------ |
| 2022年10月11日 - 3月28日 | 火曜 2:20 - 2:35（月曜深夜） | フジテレビ   | 関東広域圏 | 製作参加 / 『Mナイト』枠内           |
| 2022年10月15日 - 4月15日 | 土曜 22:30 - 22:45           | アニマックス | 日本全域   | 製作参加 / CS放送 / リピート放送あり |
| 2022年10月19日 - 4月5日  | 水曜 0:30 - 0:45（火曜深夜） | BSフジ       | 日本全域   | BS放送 / 『アニメギルド』枠          |

インターネットでは、2022年9月26日よりFODで独占配信。

## メディアミックス

### 漫画
『月刊コミックジーン』（KADOKAWA）2022年5月号（4月15日発売）から2023年8月号（7月14日発売）まで連載された。漫画はちゃんさな。
- ちゃんさな（漫画）・満福芸能プロダクション（原作） 『永久少年 Eternal Boys』 KADOKAWA 〈MFコミックス ジーンシリーズ〉、既刊2巻（2023年7月27日現在）
  1. 2022年11月26日発売[14]、ISBN 978-4-04-681695-5
  2. 2023年7月27日発売[15]、ISBN 978-4-04-682499-8

### ボイスドラマ
2022年8月18日より公式TwitterおよびYouTubeにて配信。

### ノベルゲーム
『永久少年Side Project -トワイライトなスピカ-』のタイトルでcolyより2023年4月28日に配信。Story of Loveを主人公としたボイスノベルゲーム。

## 関連商品
| 発売日         | タイトル                        | 収録曲                                                                   | 規格品番  |
| -------------- | ------------------------------- | ------------------------------------------------------------------------ | --------- |
| 2022年11月23日 | 永久少年 Eternal Boys ステージ1 | 「Dreamy Life」 「Eternal」 「FRIENDS」 オリジナルドラマ                 | KICA-2610 |
| 2023年1月25日  | 永久少年 Eternal Boys ステージ2 | 「My Way」 「シャル・ウィ・ダンス？」 「PERFECT WORLD」 オリジナルドラマ | KICA-2611 |
| 2023年3月22日  | 永久少年 Eternal Boys ステージ3 | 「GENTLEMEN」 「Story of Love」 「Again」 オリジナルドラマ               | KICA-2612 |

| 巻 | 発売日        | 収録話          | 規格品番  | 規格品番  |
| 巻 | 発売日        | 収録話          | Bru-ray   | DVD       |
| -- | ------------- | --------------- | --------- | --------- |
| 1  | 2023年3月31日 | 第1話 - 第12話  | KWXA-2834 | KWBA-2836 |
| 2  | 2023年5月26日 | 第13話 - 第24話 | KWXA-2835 | KWBA-2837 |